# Plectranthus autranii
Espèce
Plectranthus autranii est une espèce de plantes à fleurs de la famille des Labiées (Lamiaceae) qui fait partie des végétaux communément appelés coléus. Elle est originaire d'Afrique.

## Classification
Cette espèce a été décrite pour la première fois en 1894 par Briq. sous le nom binominal Coleus autranii, renommée plus tard Plectranthus autranii par Erhardt[Lequel ?], Götz et Seybold en 2008.

### Synonymes
Selon World Checklist of Selected Plant Families (WCSP) (4 décembre 2015)
- Coleus autranii Briq. (synonyme homotypique)
- Calchas autranii (Briq.) P.V.Heath (synonyme homotypique)
- Solenostemon autranii (Briq.) J.K.Morton (synonyme homotypique)
- Coleus silvaticus Gürke
- Plectranthus tysonii Gürke
- Coleus odoratus Gürke
- Coleus latidens S.Moore
- Coleus ostinii Chiov.
- Coleus darfurensis R.D.Good
- Coleus uliginosus T.C.E.Fr.
- Solenostemon darfurensis (R.D.Good) B.Mathew
- Solenostemon silvaticus (Gürke) Agnew
- Calchas latidens (S.Moore) P.V.Heath